# Судан на летних Олимпийских играх 1972
Судан принимал участие в Летних Олимпийских играх 1972 года в Мюнхене (ФРГ) в третий раз за свою историю, но не завоевал ни одной медали.